# Frederick Nolan
Frederick William Nolan (geboren 7 maart 1931 – 15 juni 2022) was een Britse auteur. Hij werd geboren in Liverpool, en groeide eerst daar op en later in Aberaeron in Wales.
Frederick Nolan heeft eerst als redacteur en uitgever voor diverse bedrijven gewerkt: Corgi (Bantam) Books, Penguin, Collins en Granada in Londen en Ballantine en Warner in New York. Hij heeft als auteur boeken geschreven over een groot aantal uiteenlopende onderwerpen.
Hij schrijft zowel onder zijn eigen naam, Fredrick Nolan, als onder pseudoniemen. De bekendste zijn Frederick H. Christian (afgeleid van zijn eigen naam, die van zijn vrouw Heidi en de voornaam van hun oudste zoon) en Christine McGuire.
Een deel van zijn boeken is ontstaan uit zijn grote kennis over het onderwerp (het Amerikaanse Westen), uit zijn liefhebberijen (bv. muziek), andere komen voort uit een algemene schrijversdrang: hij bedenkt of hoort een theorie en spint die dan verder uit, met als idee "zo zou het gebeurd kunnen zijn".